# 廣藝愛樂管弦樂團
廣藝愛樂管弦樂團（英語：Quanta Philharmonic Orchestra）於2010年8月5日由廣達電腦旗下廣藝基金會支持成立，以「創意」、「年輕」、「新視界」為三大訴求，並且自詡成為新世代華人音樂的代言人，因此每一場演出至少會有一首由廣藝基金會委託創作的作品。
目前該團榮譽團長為林百里，俄羅斯人民藝術家與俄羅斯國家管弦樂團首席布魯尼（Alexey Bruni）擔任藝術顧問，團長兼藝術總監為楊忠衡，副團長為徐昭宇，常任指揮黃東漢，樂團首席蔡耿銘，第二小提琴首席吳宏哲，中提琴首席趙怡雯，大提琴首席黃盈媛。
除了一年一度在桃園市龜山區廣達電腦總部廣藝廳舉行的「廣藝愛樂節」，在常任指揮黃東漢的帶領下，該團在2011年也參加音樂劇《木蘭少女》、《美麗的錯誤》，以及2011年嘉義管樂節閉幕音樂會演出。2011年11月將嘗試與日本音樂家與映像作家高木正勝合作；2012年則會在國家音樂廳演出。

## 廣藝基金會委託創作作品
- 王倩婷：《舞動四季》藍海到雲端─廣達四季風情畫（首演日期：2010年8月5日，廣藝廳，黃東漢指揮）
- 巨彥博：為嗩吶、笙與管弦樂團所寫的《華彩》（首演日期：2011年7月17日，嘉義管樂節閉幕音樂會，朱樂寧中音笙、林瑞斌中音嗩吶、林子由高音嗩吶，黃東漢指揮）
- 洪千惠：管弦樂曲《紅顏》（首演日期：2011年8月3日，廣藝廳，黃東漢指揮）
- 冉天豪：管弦樂曲《大稻埕進行曲》（首演日期：2011年8月3日，廣藝廳，黃東漢指揮）
- 張惠妮：吉他五重奏《五言詩》（首演日期：2011年8月4日，廣藝廳，柯懿芳吉他，蔡耿銘第一小提琴，吳宏哲第二小提琴，趙怡雯中提琴，黃盈媛大提琴）

## 外部連結
- 廣藝基金會 （页面存档备份，存于）
- 創意、年輕、新視界　「廣藝愛樂管弦樂團」成立 （页面存档备份，存于）
- 網路揪好手 廣藝愛樂管弦樂團成軍